# Plåtleksak
En plåtleksak är en leksak gjord av bleckplåt och litograferad för att påminna om en figur eller ett fordon.

## Historik
Bleckplåt började användas i leksakstillverkningen från 1800-talets mitt. Framställningssättet var relativt billigt och gav ett alternativ till tidigare träleksaker och till de tyngre leksakerna i gjutjärn. Vid 1900-talets början var Tyskland den stora producenten av plåtleksaker men efter första världskriget blev USA världsledande. Efter andra världskriget fick Japan överta denna position, fram till 1960-talet då billigare plaster och höjda säkerhetsnormer kraftigt minskade antalet leksaker av bleckplåt. Från slutet av 1900-talet är det främst i Kina man finner produktion av plåtleksaker.

### Fotnoter
1. ↑  What is Tin-Litho?